# Ruta 13 (Uruguay)
La ruta 13 es una de las rutas nacionales de Uruguay. Atraviesa el este del país en sentido oeste-este recorriendo los departamentos de Lavalleja, Maldonado y Rocha. 
Por ley 15497 del 9 de diciembre de 1983 se designó a esta ruta con el nombre del escritor oriental Bartolomé Hidalgo.

## Características
Esta carretera forma parte de la red secundaria nacional en todo su recorrido. El tramo entre las rutas 8 y 15 está construida en asfalto, mientras que el tramo entre Velázquez y ruta 16 es de tosca. El estado de esta ruta es bueno a muy bueno en todo su recorrido.

## Recorrido
La ruta 13 tiene una longitud total de 110 km, separados en dos tramos. El primero de ellos está numerado del km 150 al km 218, comienza en el empalme con ruta 8, en el departamento de Lavalleja, próximo al arroyo Marmarajá, y se proyecta al noreste, atravesando el norte del departamento de Maldonado, para finalizar en el empalme con la ruta 15, al noroeste de la localidad de Velázquez. El siguiente tramo, está numerado del km 227 al km 269, y comienza en Velázquez, en el empalme con la ruta 15, se dirige al este hasta su empalme con la ruta 16, donde finaliza.